# 普什曼塔哈 (阿拉巴馬州)
普什曼塔哈（英語：Pushmataha）是一個位於美國阿拉巴馬州喬克托縣的非建制地區。該地的面積和人口皆未知。

## 地理
普什曼塔哈的座標為32°11′36″N 88°21′12″W / 32.19333°N 88.35333°W，而該地最高點為海拔高度74米（即243英尺）。